# Ruše (gemeente)
Ruše (Duits: Maria Rast) is een zelfstandige gemeente in Slovenië. Het ligt in Stiermarken aan de voet van Pohorje. Het gebied waarin Ruše ligt, werd in 1091 samen met het gebied rond Lovrenc na Pohorju, door Engelbert van Spanheim geschonken aan de abdij Sankt Paul im Lavanttal (in Karinthië).

## Plaatsen in de gemeente
Bezena, Bistrica ob Dravi, Fala, Lobnica, Log, Ruše, Smolnik
Benedikt · Cerkvenjak · Cirkulane · Destrnik · Dornava · Duplek · Gorišnica · Hajdina · Hoče-Slivnica · Juršinci · Kidričevo · Kungota · Lenart · Lovrenc na Pohorju · Majšperk · Makole · Maribor · Markovci · Miklavž na Dravskem polju · Oplotnica · Ormož · Pesnica · Podlehnik · Poljčane · Ptuj · Rače-Fram · Ruše · Selnica ob Dravi · Slovenska Bistrica · Središče ob Dravi · Starše · Sveta Ana · Sveta Trojica v Slovenskih goricah · Sveti Andraž v Slovenskih goricah · Sveti Jurij · Sveti Tomaž · Šentilj · Trnovska vas · Videm · Zavrč · Žetale
1. ↑  "Prebivalstvo po starosti in spolu, občine, Slovenija, polletno". Statistični urad Republike Slovenije. Geraadpleegd op 18 april 2021.